# Харрис, Том Рис
Том Рис Ха́ррис (англ. Tom Rhys Harries; род. 8 октября 1990 года, Кардифф, Уэльс, Великобритания) — валлийский актёр театра и кино.

## Биография
Родился 8 октября 1990 года в Кардиффе, Уэльс. Его отец, Рис Харрис, работает директором школы, а мать, Фион Харрис, — учительница английской литературы, ранее работала сценаристом. У Харриса есть младшая сестра Бека и младший брат Графф. Его двоюродный брат — актёр Джейкоб Иван.
Посещал среднюю школу «Ysgol Gyfun Gymraeg Plasmawr», а затем поступил в Королевский Уэльский колледж музыки и драмы.
Харрис умеет играть на фортепиано и гитаре, а также с детства увлекается написанием песен на валлийском языке. У него был диагностирован синдром дефицита внимания и гиперактивности.

## Карьера
В 2011 году, во время учёбы в колледже, Харрис дебютировал на экране в небольшой роли в фильме «То, что надо!» с Минни Драйвер в главной роли. В 2012 году был отмечен как «Звезда завтрашнего дня» по версии журнала Screen International за свои театральные работы. Затем он сыграл небольшие роли в фильмах «Джентльмены» и «Правила бойни», а также в сериалах «Убийства в Мидсомере», «Джекилл и Хайд» и «Британия».
С ноября 2013 года по февраль 2014 года играл в пьесе Джеза Баттеруорта «Моджо» вместе с Колином Морганом, Рупертом Гринтом и Беном Уишоу в Театре Гарольда Пинтера, одном из театров Вест-Энда.
В 2020 году сыграл одну из главных ролей в сериале Netflix «Белые линии». В 2023 году Харрис появился в фильмах «Сисси и я» и «Беглец». В 2024 году снялся в эпизоде «Точка и пузырь» сериала «Доктор Кто», а также сыграл в фильме «Возвращение Одиссея».
В июне 2025 года было объявлено, что Харрис исполнит роль Мэтта Хэйгена / Глиноликого в предстоящем супергеройском фильме DC «Глиноликий», который выйдет в прокат в США 11 сентября 2026 года.

## Фильмография

### Кино
| Год  |     | Русское название    | Оригинальное название                   | Роль             |
| ---- | --- | ------------------- | --------------------------------------- | ---------------- |
| 2011 | ф   | То, что надо!       | Hunky Dory                              | Эван             |
| 2014 | ф   | Железный рыцарь 2   | Ironclad: Battle for Blood              | Хьюберт          |
| 2016 | ф   | Моя ценная квартира | Hot Property                            | Хармони Эмброуз  |
| 2016 | кор | —                   | Split Milk                              | Фрэнки           |
| 2016 | ф   | Ворон               | Crow                                    | Ворон            |
| 2016 | кор | —                   | Panic                                   | Дилан            |
| 2017 | ф   | Сердце дракона 4    | Dragonheart: Battle for the Heartfire   | Эдрик            |
| 2017 | кор | —                   | ERDEM x H&M: The Secret Life of Flowers |                  |
| 2018 | ф   | Правила бойни       | Slaughterhouse Rulez                    | Клегг            |
| 2019 | ф   | Джентльмены         | The Gentlemen                           | Ноэл             |
| 2021 | кор | —                   | Hireth                                  | Уилл             |
| 2021 | кор | —                   | Yellowbird                              | турист           |
| 2023 | ф   | Сисси и я           | Sisi & Ich                              | Смит             |
| 2023 | ф   | Беглец              | Kandahar                                | Оливер Альтерман |
| 2024 | ф   | Возвращение Одиссея | The Return                              | Писандр          |
| 2026 | ф   | Глиноликий          | Clayface                                | Глиноликий       |
|      | ф   | —                   | Madfabulous                             | Ник Дюран        |

### Телевидение
| Год  |    | Русское название        | Оригинальное название | Роль                    |
| ---- | -- | ----------------------- | --------------------- | ----------------------- |
| 2012 | с  | Конец парада            | Parade's End          | Томас                   |
| 2014 | тф | Под сенью млечного леса | Under Milk Wood       | утонувший / Вилли Нилли |
| 2015 | с  | Убийства в Мидсомере    | Midsomer Murders      | Райан Карнарвон         |
| 2015 | с  | Хинтерланд              | Hinterland            | Гэри Пирс               |
| 2015 | с  | Джекилл и Хайд          | Jekyll and Hyde       | Сэклер                  |
| 2017 | с  | Жвачка                  | Chewing Gum           | проповедник             |
| 2018 | с  | Незабытые               | Unforgotten           | Элиот Холлис            |
| 2019 | с  | —                       | Merched Parchus       | Том                     |
| 2019 | с  | 15 дней                 | 15 Days               | Рис                     |
| 2019 | с  | Британия                | Britannia             | Маллин                  |
| 2020 | с  | Белые линии             | White Lines           | Аксель Коллинз          |
| 2022 | с  | Под подозрением         | Suspicion             | Эдди Уокер              |
| 2022 | с  | Развод по-английски     | The Split             | Гас                     |
| 2024 | с  | На подъёме              | Big Mood              | Джонни                  |
| 2024 | с  | Доктор Кто              | Doctor Who            | Рики Септембер          |
| 2025 | мс | Король волков           | Wolf King             | Принц Лукас             |

### Театр
| Год       | Русское название      | Оригинальное название | Роль                      | Площадка                       |
| --------- | --------------------- | --------------------- | ------------------------- | ------------------------------ |
| 2012      | Сентиментальная песня | Torch Song Trilogy    | Алан Саймон               | Menier Chocolate Factory       |
| 2013      | Любители истории      | The History Boys      | Дэкин                     | Крусибл                        |
| 2013—2014 | Моджо                 | Mojo                  | Силвер Джонни             | Театр Гарольда Пинтера         |
| 2014      | Отель                 | Hotel                 | Ральф                     | Королевский национальный театр |
| 2015      | Кредиторы             | Creditors             | Адольф                    | Янг-Вик                        |
| 2017      | Камертон Диснея       | The Pitchfork Disney  | Космо Дисней              | Shoreditch Town Hall           |
| 2020—2022 | Чайка                 | The Seagull           | Борис Алексеевич Тригорин | Театр Гарольда Пинтера         |